# Leichtathletik-Länderkampf der Männer 1937 Deutschland – Schweiz
| 10. Leichtathletik-Länderkampf mit deutscher Beteiligung 1937 | 10. Leichtathletik-Länderkampf mit deutscher Beteiligung 1937 |
| ------------------------------------------------------------- | ------------------------------------------------------------- |
|                                                               |                                                               |
| Ländervergleich der Männer: Deutschland – Schweiz             |                                                               |
| Austragungsort                                                | Karlsruhe                                                     |
| Wettbewerbe                                                   | 17                                                            |
| Datum                                                         | 22. August 1937                                               |
| 1. GER 2. SUI                                                 | 90 Punkte 68 Punkte                                           |
| Chronik                                                       |                                                               |
| ← GER-CSK (M)                                                 | GER-SWE (M) →                                                 |

Die traditionelle Begegnung mit der Schweiz im Länderkampfjahr 1937 wurde am 22. August ausgetragen. Es war die zehnte Begegnung insgesamt und die neunte der Männer. Gastgeber des seit 1921 alljährlich stattfindenden Aufeinandertreffens war diesmal die deutsche Stadt Karlsruhe. Parallel fanden fünf weitere deutsche Länderkämpfe der Männer an anderen Orten mit anderen Nationen am Wochenende des 21./22. Augusts statt.

## Wettbewerbe und Modus
Auch in diesem Länderkampf wurde das Programm erweitert, hier allerdings nur um zwei zusätzliche Disziplinen und nicht um vier wie in anderen Vergleichen. Zusätzlich ins Angebot kamen der 400-Meter-Hürdenlauf und der Hammerwurf. Es wurde das gegen die Schweiz übliche Wertungssystem eingesetzt mit vier statt fünf Punkten für Platz eins in den Einzeldisziplinen und drei zu eins in den Staffeln.

## Resultat
Die deutschen Sportler traten nicht in Bestbesetzung an. Da sechs Länderkämpfe an verschiedenen Orten gleichzeitig stattfanden, musste Deutschland seine stärksten Athleten auf die verschiedenen Ereignisse verteilen, sodass die Mannschaften vor allem mit Athleten aus der zweiten Reihe besetzt waren. Mit den Rennen über 100, 200, 5000 Meter und 110 Meter Hürden sowie dem Weitsprung gingen fünf Wettbewerbe an die Schweiz. In den anderen zwölf Disziplinen lagen die deutschen Sportler vorne. So siegte Deutschland im sechzehnten Vergleich der beiden Länder zum sechzehnten Mal, diesmal mit 90 zu 68 Punkten.

## Resultate

### 100 m
| Platz | Athlet          | Land | Zeit (s) |
| ----- | --------------- | ---- | -------- |
| 1     | Paul Hänni      | SUI  | 10,6     |
| 2     | Karl Neckermann | GER  | 10,7     |
| 3     | Jakob Scheuring | GER  | 10,7     |
| 4     | Jean Studer     | SUI  | 11,1     |

### 200 m
| Platz | Athlet           | Land | Zeit (s) |
| ----- | ---------------- | ---- | -------- |
| 1     | Paul Hänni       | SUI  | 21,0     |
| 2     | Gerd Hornberger  | GER  | 21,7     |
| 3     | Karl Neckermann  | GER  | 21,9     |
| 4     | Bernard Marchand | SUI  | 22,2     |

### 400 m
| Platz | Athlet         | Land | Zeit (s) |
| ----- | -------------- | ---- | -------- |
| 1     | Manfred Bues   | GER  | 49,7     |
| 2     | Neuenschwander | SUI  | 49,7     |
| 3     | Adolf Metzner  | GER  | 49,9     |
| 4     | Georges Meyer  | SUI  | 50,7     |

### 800 m
| Platz | Athlet       | Land | Zeit (min) |
| ----- | ------------ | ---- | ---------- |
| 1     | Hans Schmidt | GER  | 1:56,7     |
| 2     | Alfred Grau  | GER  | 1:57,2     |
| 3     | G. Pedretti  | SUI  | 1:58,7     |
| 4     | Salvisberg   | SUI  | 2:00,1     |

### 1500 m
| Platz | Athlet         | Land | Zeit (min) |
| ----- | -------------- | ---- | ---------- |
| 1     | Edmund Stadler | GER  | 4:00,2     |
| 2     | Hans Wagenseil | GER  | 4:08,6     |
| 3     | Emil Müller    | SUI  | 4:10,7     |
| 4     | Linder         | SUI  | 4:13,0     |

### 5000 m
| Platz | Athlet             | Land | Zeit (min) |
| ----- | ------------------ | ---- | ---------- |
| 1     | Gottfried Utiger   | SUI  | 15:43,6    |
| 2     | Mozzini            | SUI  | 15:45,6    |
| 3     | Heinrich Fornoff   | GER  | 16:00,5    |
| 4     | Ruprecht Hitschler | GER  | 16:15,1    |

### 110 m Hürden
| Platz | Athlet          | Land | Zeit (s) |
| ----- | --------------- | ---- | -------- |
| 1     | René Kunz       | SUI  | 15,3     |
| 2     | Werner Christen | SUI  | 15,4     |
| 3     | Walter Stöckle  | GER  | 15,5     |
| 4     | Willi Pollmanns | GER  | 15,9     |

### 400 m Hürden
| Platz | Athlet            | Land | Zeit (s) |
| ----- | ----------------- | ---- | -------- |
| 1     | Hans Helm         | GER  | 56,1     |
| 2     | Walter Stöckle    | GER  | 56,4     |
| 3     | Werner Christen   | SUI  | 56,4     |
| 4     | Werner Kellerhals | SUI  | 58,2     |

### 4 × 100 m Staffel
| Platz | Besetzung       | Land                                                          | Zeit (s) |
| ----- | --------------- | ------------------------------------------------------------- | -------- |
| 1     | Deutsches Reich | Erich Biebach Karl Neckermann Gerd Hornberger Jakob Scheuring | 42,0     |
| 2     | Schweiz         | Paul Hänni Jean Studer Georges Meyer René Kunz                | 44,4     |

### 4 × 400 m Staffel
| Platz | Besetzung       | Land                                                   | Zeit (min) |
| ----- | --------------- | ------------------------------------------------------ | ---------- |
| 1     | Deutsches Reich | Adolf Metzner Manfred Bues Hans Schmidt Walther Tripps | 3:31,2     |
| 2     | Schweiz         | Neuenschwander Josef Neumann Georges Meyer G. Pedretti | 3:35,2     |

### Hochsprung
| Platz | Athlet              | Land | Höhe (m) |
| ----- | ------------------- | ---- | -------- |
| 1     | Heinrich Preißecker | GER  | 1,84     |
| 2     | Blaser              | SUI  | 1,80     |
| 3     | Bührer              | SUI  | 1,80     |
| 4     | Kutlmonn            | GER  | 1,74     |

### Stabhochsprung
| Platz | Athlet       | Land | Höhe (m) |
| ----- | ------------ | ---- | -------- |
| 1     | Karl Sutter  | GER  | 3,70     |
| 2     | Paul Stalder | SUI  | 3,60     |
| 3     | Geisinger    | SUI  | 3,60     |
| 4     | Adolf Waibel | GER  | 3,40     |

### Weitsprung
| Platz | Athlet        | Land | Weite (m) |
| ----- | ------------- | ---- | --------- |
| 1     | Jean Studer   | SUI  | 6,92      |
| 2     | Erich Biebach | GER  | 6,69      |
| 3     | Hans Höppner  | GER  | 6,43      |
| 4     | René Kunz     | SUI  | 6,27      |

### Kugelstoßen
| Platz | Athlet         | Land | Weite (m) |
| ----- | -------------- | ---- | --------- |
| 1     | Willy Schröder | GER  | 14,76     |
| 2     | Gerhard Stöck  | GER  | 14,71     |
| 3     | Ernst Bachmann | SUI  | 13,39     |
| 4     | Bührer         | SUI  | 12,63     |

### Diskuswurf
| Platz | Athlet          | Land | Weite (m) |
| ----- | --------------- | ---- | --------- |
| 1     | Willy Schröder  | GER  | 50,25     |
| 2     | Gerhard Stöck   | GER  | 43,32     |
| 3     | Ernst Bachmann  | SUI  | 39,08     |
| 4     | Heinrich Vogler | SUI  | 37,62     |

### Hammerwurf
| Platz | Athlet            | Land | Weite (m) |
| ----- | ----------------- | ---- | --------- |
| 1     | Karl Wolf         | GER  | 51,57     |
| 2     | Bernhard Greulich | GER  | 49,99     |
| 3     | Heinrich Vogler   | SUI  | 46,04     |
| 4     | Silvio Nido       | SUI  | 44,91     |

### Speerwurf
| Platz | Athlet          | Land | Weite (m) |
| ----- | --------------- | ---- | --------- |
| 1     | Gerhard Stöck   | GER  | 62,81     |
| 2     | Josef Neumann   | SUI  | 61,03     |
| 3     | Jack Schumacher | SUI  | 56,80     |
| 4     | Georg Büttner   | GER  | 50,05     |

## Weblink
- Siege an allen sieben Fronten, Berichte zu am 21./22. August parallel stattfindenden sechs Männerländerkämpfen und einem Frauenvergleich. In: Ostdeutsche Morgenpost 23. August 1937 (PDF; 1532 KB), S. 3, sbc.org.pl, abgerufen am 28. Mai 2024